# Haplidia joannis
Haplidia joannis är en skalbaggsart som beskrevs av Baraud 1988. Haplidia joannis ingår i släktet Haplidia och familjen Melolonthidae. Inga underarter finns listade i Catalogue of Life.